# كيب فلوريدا لايت

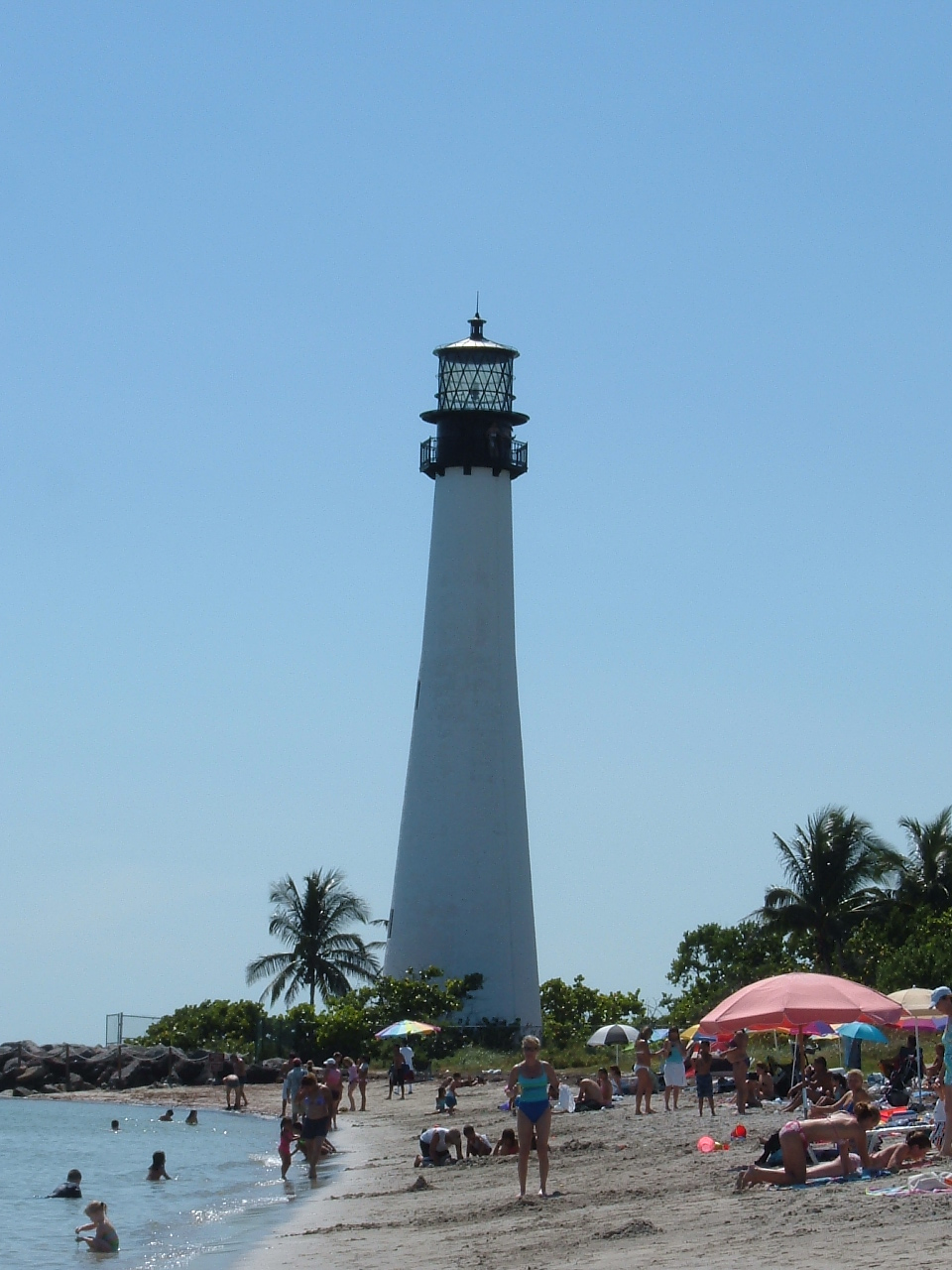

كيب فلوريدا لايت هي منارة في كيب فلوريدا بولاية فلوريدا الأمريكية. وتقع في النهاية الجنوبية من جظيرة كي بيسكين في مقاطعة ميامي داد.